# ثانوس
ثانوس (بالإنجليزية: Thanos)‏ هو شرير خارق خيالي يظهر في قصص مارفل المصورة. الشخصية من تأليف جيم ستارلين وظهرت لأول مرة في كومكس The Invincible Iron Man #55 (يعود تاريخها إلى فبراير 1975). يعد ثانوس من أقوى الأشرار في عالم مارفل وقد تصارع مع العديد من الأبطال أمثال المنتقمون وحراس المجرة وفنتاستك فور وإكس مان.
الشخصية تظهر في عالم مارفل السينمائي، حيث جسدها دايمون بواتير في المنتقمون (2012)، ومن قبل جوش برولين في حراس المجرة (2014) والمنتقمون: عصر ألترون (2015) والمنتقمون: الحرب الأزلية (2018) وفيلم المنتقمون الرابع (2019) من خلال الأداء الصوتي ووالتقاط الحركات. الشخصية ظهرت أيضاً في العديد من الوسائل الأخرى مثل مسلسل أنمي وألعاب فيديو.

## في الميديا

### الأفلام
- أول ظهور سينيمائي لثانوس كان في فيلم المنتقمون2012 في دور غير ناطق
- ظهر في فيلم حراس المجرة2014 ولعب دوره الممثل جوش برولين
- ظهر في نهاية فيلم المنتقمون: عصر ألترون 2015
- ظهر كشخصيه اساسيه في فيلم المنتقمون:الحرب اللانهائية عام 2018 [1]
- ظهر ثانوس كشخصيه اساسية في فيلم المنتقمون: نهاية اللعبة عام 2019

### ألعاب الفيديو
- ظهر ثانوس في لعبة أبطال مارفل الخارقين من إنتاج شركة كابكوم عام 1995
- ظهر ثانوس في لعبة أبطال مارفل الخارقين:حرب الأحجار الكريمة من إنتاج شركة كابكوم عام 1996
- ظهر ثانوس في لعبة مارفل ضد كابكوم 2:عصر جديد للابطال من إنتاج شركة كابكوم عام 1996
- ظهر ثانوس في لعبة مارفل:التحالف المطلق بواسطة شركة ريفن سوفتوير عام 2006
- ظهر ثانوس في لعبة فرقة أبطال مارفل الخارقين:قفاز الانفينيتي عام 2010
- ظهر ثانوس في لعبة مارفل:تحالف المنقمين عام 2012
- ظهر ثانوس في لعبة فورتنايت عام 2018 بواسطة شركة إيبك غيمز.